# Cordova (Alabama)
Cordova è un comune degli Stati Uniti d'America situato nella contea di Walker dello Stato dell'Alabama.